# Христос у будинку батьків
«Христос у будинку своїх батьків» (1849—1850) — картина Джона Еверетта Мілле, що зображує Святе Сімейство в столярній майстерні Йосипа Назаретського. Картина була надзвичайно суперечливою, коли була вперше виставлена, що викликало багато негативних відгуків, зокрема той, який написав Чарльз Діккенс. Це призвело до слави раніше незрозумілого Братства прерафаелітів і стало основним внеском у дискусію про реалізм у мистецтві.
Зараз картина знаходиться в Тейт Британія в Лондоні.

## Тематика
На картині зображений юний Ісус, який допомагає Йосипу в його майстерні. Батько робить двері, які лежать на його столярному столі. Ісус порізав свою руку об цвях, що символізує стигмати та передвіщає розп'яття Ісуса. Частинка крові впала на його ногу. Коли бабуся Ісуса, Анна, виймає цвях за допомогою кліщів, його стурбована мати, Марія, пропонує їй щоку для поцілунку. Йосип оглядає поранену руку Ісуса. Молодий хлопець, який пізніше буде відомий як Іван Хреститель, приносить воду, щоб промити рану, що є прообразом його пізнішого хрещення Христа. Помічник Йосипа, який представляє майбутніх апостолів Ісуса, спостерігає за цими подіями.
На задньому плані картини використовуються різні предмети, які додатково символізують богословське значення предмета. До задньої стіни приставлена драбина, що має перефраз Драбини Якова, а на ній сидить голуб, що символізує Святого Духа. Інші столярні знаряддя відносяться до Святої Трійці. Мілле, ймовірно, використав друк Альбрехта Дюрера "Меланхолія I" як джерело для цих образів разом із творами кватроченто. Вівці в загоні, які видно через двері, представляють майбутню християнську паству.
Є припущення, що на Мілле вплинула картина Джона Роджерса Герберта «Наш Спаситель, підпорядкований своїм батькам у Назареті». Можливо, він також створив картину, що зображує Ісуса, який допомагає Йосипу в його майстерні, яку в той час приписували Аннібале Карраччі.

## Критична реакція
Картина була надзвичайно суперечливою, коли вперше була виставлена через реалістичне зображення столярної майстерні, особливо бруду та уламків на підлозі. Зображення Ісуса та тих, хто Його оточує, часто вважалося радикальним, як за одягом, так і за фігурою. Чарльз Діккенс звинуватив Мілле в зображенні Марії як алкоголіка, яка виглядає
настільки огидною своєю потворністю, що… вона виділялася б з-поміж решти компанії як монстр, у найгіршому кабаре у Франції чи найнижчому магазині в Англії.
Критики також заперечували проти зображення Ісуса, один із них скаржився, що було «болюче» бачити «юного Спасителя», зображеного як «рудого юдейського хлопчика». Діккенс описав його як «рудоголового хлопчика з кривою шиєю, пухнастим рудим у ліжку, який, здається, отримав удар … граючи з сусідськими хлопцями». Інші критики припустили, що у персонажів були ознаки рахіту та інших захворювань, пов'язаних з їх проживанням у нетрях. Через суперечки королева Вікторія попросила перевезти картину до Букінгемського палацу, щоб вона могла її спокійно переглянути без свідків.
У Королівській академії мистецтв картина була виставлена разом із супутнім твором колеги Мілле, Вільямом Холманом Хантом, який також зображував сцену з ранньої християнської історії, в якій родина допомагає пораненій людині. Вона мала назву «Навернена британська сім'я, яка приховує християнського місіонера від переслідувань друїдів» .

## Наслідки
Наслідком критичних коментарів було прославлення руху прерафаелітів і розгортання дискусії про співвідношення сучасності, реалізму та середньовіччя в мистецтві. Критик Джон Раскін підтримав Мілле в листі до преси і в його лекції «Прерафаелітизм», незважаючи на те, що особисто йому не сподобалася картина. Використання в картині символічного реалізму призвело до ширшого руху, в якому вибір композиції та теми поєднувався з детальним спостереженням.